# Rhinichthys cobitis
Espèce
Statut de conservation UICN

 VU B2ab(ii,iii,iv,v) : Vulnérable
Rhinichthys cobitis est une espèce de poisson de la famille des Cyprinidae. Il est présent en Arizona dans la rivière Gila et dans la rivière San Pedro, au Nouveau-Mexique et au Sonora.